# 데이브 배리

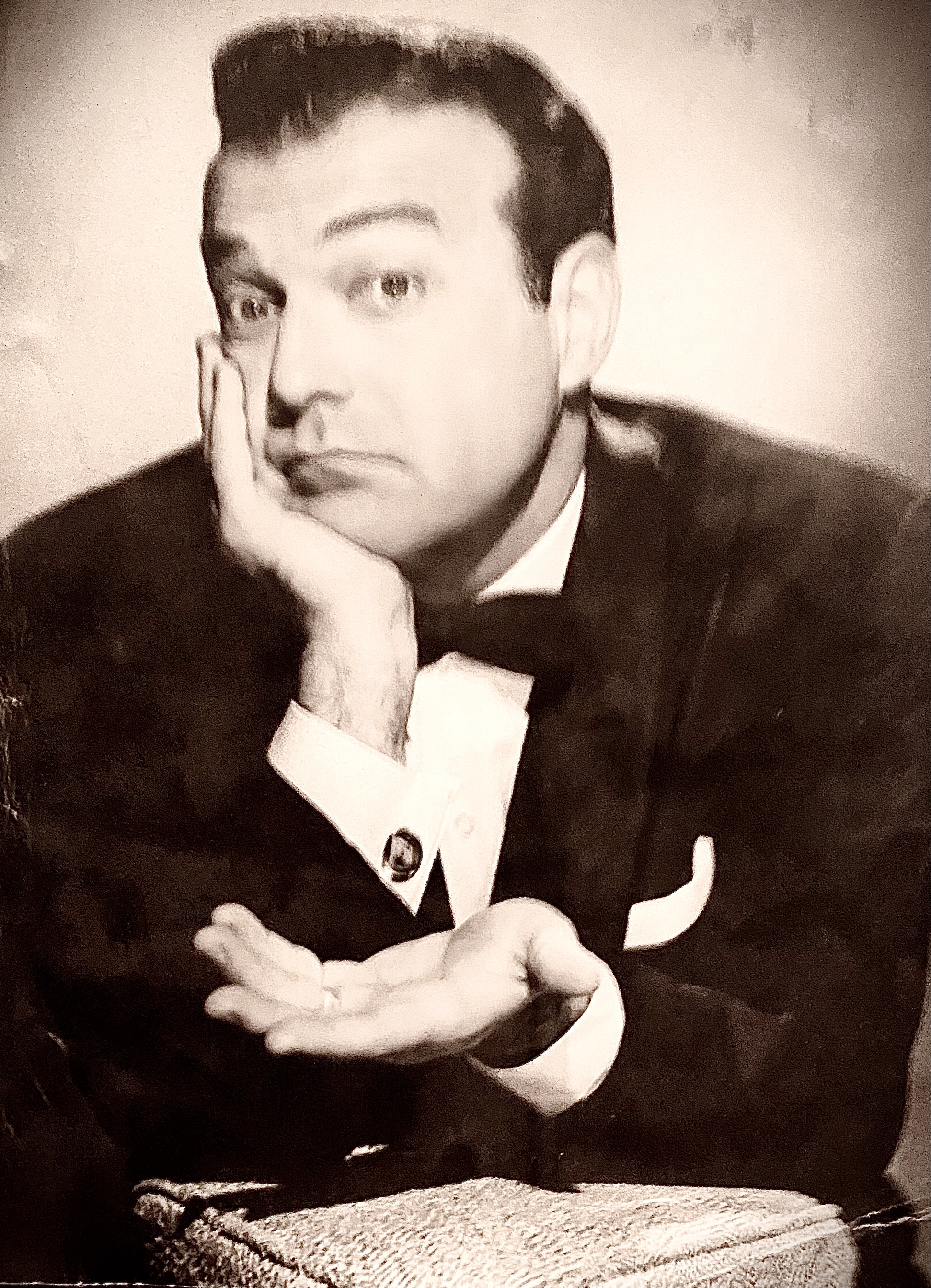

데이브 배리(Dave Barry, 1918년 8월 26일 ~ 2001년 8월 16일)는 미국의 배우, 영화배우, 텔레비전 배우, 성우이다.
뉴욕에서 태어났으며 베벌리힐스에서 사망하였다.

## 도서
- 피터팬과 마법의 별
- 피터팬과 마법의 별
- 피터팬과 그림자 도둑
- 피터팬과 그림자 도둑
- 여자들이 원하는 것이란

## 영화
- 더 레이트 레이트 쇼 위드 크레이그 퍼거슨 (2005년)
- 빅 트러블 (2002년)
- 스핀아웃 (1966년)
- 뜨거운 것이 좋아 (1959년)
- 벅스 버니 단편 - 프리-히스테리컬 토끼 (1958년)
- 벅스 버니 단편 - 8 볼 버니 (1950년)
- 숙녀들의 합창 (1949년)
- 벅스 버니 단편 - 교활한 산토끼 (1947년)